# Jutarnji list
Jutarnji list (deutsch: Morgenblatt) ist eine rechtsliberale kroatischsprachige Tageszeitung aus Zagreb.
Der Jutarnji list erschien erstmals im April 1998 und wurde schnell zu einer der meistgelesenen Zeitung in ganz Kroatien. Sie gehört als größtes Objekt zur Hanza Media, ebenso wie die Schwesterzeitung Slobodna Dalmacija.
Der Jutarnji list wurde nach einer kroatischen Tageszeitung benannt, die von 1912 bis zum 13. April 1941, eine Woche nach Beginn des Balkanfeldzuges, verlegt wurde.